# Pierre Curie
Pierre Curie, född 15 maj 1859 i Paris, död 19 april 1906 i Paris, var en fransk fysikalisk kemist, gift med Marie Curie. År 1903 fick han dela den ena halvan av Nobelpriset i fysik med sin hustru för deras gemensamma forskning om radioaktivitet och radioaktiva ämnen. Den andra halvan tillföll Henri Becquerel, för hans upptäckt av radioaktiviteten som fenomen.
Curie utbildades i hemmet av sin far och utvecklade tidigt intresse för matematik och geometri. Vid 18 års ålder blev han laboratorieassistent vid Sorbonne. Där studerade han bland annat kristaller och deras uppbyggnad. Ett jobb som han gjorde tillsammans med sin bror Jacques. Här upptäckte de båda bröderna piezoelektriciteten. 1895 blev han lärare vid École de physique et de chimie instustrielle i Paris, och samma år filosofie doktor.
1894 mötte han Marie Sklodowska. De gifte sig ett år senare och deras äktenskap blev inledningen till stora upptäckter inom fysiken såsom 1898 då de upptäckte grundämnena polonium och radium. Henri Becquerels upptäckt av radioaktiviteten fick det äkta paret att fascineras ännu mer av den moderna fysiken. Pierre koncentrerade sig på att med hjälp av magnetiska fält på strålningen från radium bevisa existensen av partiklar som var elektriskt positiva, neutrala och negativa. Partiklar som Ernest Rutherford senare kallade alfa-, beta- och gammastrålar. 
Pierre Curie blev år 1900 lektor och därefter professor 1904 vid Sorbonne. 
1903 fick han dela Nobelpriset i fysik med sin maka och Henri Becquerel.
1906 halkade han i regnet när han skulle korsa gatan rue Dauphine i Paris. Han blev överkörd av en hästdroska och avled omedelbart i en skallfraktur.

## Eftermäle
Asteroiden 7000 Curie är uppkallad efter honom och hans maka, liksom grundämnet curium.
Nedslagskratrarna Curie på månen och Curie på planeten Mars är uppkallade efter honom.